# 인구 피라미드

2005년 이집트의 인구 피라미드

인구 피라미드(Population pyramid), 나이-성-피라미드(age-sex- pyramid)는 인구가 성장할 때 피라미드 모양을 형성하는 다양한 나이대 인구의 분포를 나타낸 그래픽 표현이다.
연령별 인구와 남녀별 인구를 하나로 묶어서 이를 도형화(圖形化)하여 세로의 직선 좌우에 남녀를 나누고 낮은 연령층을 아래로 하여 나타내면, 연령이 증가할 때마다 일반적으로 인구는 적어지기 때문에 이 모양은 피라미드형(型)이 된다. 다만 인구의 연령구조는 출생률의 동향에 따라 달라지기 때문에 이 영향은 인구 피라미드에 나타나게 되어 몇 가지 형태가 생겨난다. 그 대표적인 것으로는 피라미드 모양, 종(鍾) 모양, 항아리 모양 등 3가지가 있다.피라미드형이란 최저연령층이 많고 연령을 더함에 따라 차차 적어지는 형태로서 이는 전근대적 사회에서 볼 수 있는 고출생률(高出生率)·고사망률(高死亡率)이 계속되고 있거나, 혹은 출생률은 여전히 높으나 사망률이 저하하기 시작하여 인구증가가 커지고 있는 형태로서 브라질이나 인도가 이러한 형태라고 하겠다. 종(鐘) 모양은 출생률과 사망률이 함께 저하하여 인구증가의 경향이 정체(停滯)하고 있는 모양으로서 영국이나 프랑스가 이에 속한다. 항아리 모양은 출생률이 매우 낮아진 결과로 인하여 감소하는 형태로 저연령층이 적기 때문에 인구 피라미드의 하부(下部)가 좁아지고 있다. 1930년대의 서유럽 제국이 이러한 형태였으나 지금은 원래의 종(鐘) 모양으로 되돌아갔다고 하겠다.

## 같이 보기
- 인구구조